# Цикл Рейтлингера
Цикл Рейтлингера -- обобщённый замкнутый Термодинамический цикл теплового двигателя или холодильной установки с регенерацией теплоты. Так же как и цикл Карно позволяет достигать максимума подводимой в цикле теплоты при заданной экстремальной температуре цикла. Термодинамический КПД Цикла Рейтлингера равен КПД Цикла Карно. Цикл состоит из двух изотермических процессов  и двух политропных процессов.

Рабочее тело в ходе цикла:
1. сжимается в политропном процессе с одновременным получением тепла из регенератора, показатель политропы n≠1;
2. расширяется в изотермическом процессе с одновременным получением тепла от нагревателя, показатель политропы n=1;
3. расширяется в политропном процессе с одновременной отдачей тепла регенератору, показатель политропы n≠1;
4. сжимается в изотермическом процессе с одновременной отдачей тепла холодильнику, показатель политропы n=1.
В наиболее известных регенеративных циклах:
- Цикл Стирлинга показатель политропы n=∞, т.е. регенеративный теплообмен осуществляется при постоянном объёме (Изохорный процесс);
- Цикл Эрикссона пользуется показатель политропы n=0, и его регенератор работает при постоянном давлении (Изобарный процесс).
При показателе политропы n=k (т.е. адиабаты, Адиабатный процесс) Цикл Рейтлингера обращается в Цикл Карно, в этом случае регенеративный теплообмен равен нулю.